# Bronisławka (powiat żyrardowski)
Bronisławka (do 2008 Bronisławów Osuchowski) – wieś w Polsce położona w województwie mazowieckim, w powiecie żyrardowskim, w gminie Mszczonów. Ma status sołectwa. Mieszkańcy zajmują się głównie sadownictwem.
W latach 1975–1998 miejscowość administracyjnie należała do województwa skierniewickiego. Formalnie do 2008 nosiła nazwę Bronisławów Osuchowski.